# Micheline Attoun
Pour les articles homonymes, voir Attoun.
Micheline Attoun, née Maliniak le 11 octobre 1936 dans le 19e arrondissement de Paris et morte le 14 mars 2024 dans le 14e arrondissement, est une directrice de théâtre française.

## Biographie
Les parents de Micheline Attoun sont des Juifs Ashkénazes germano-polonais émigrés en 1933. Elle grandit en écoutant son père lui lire Nathan le Sage de Lessing : elle en conçoit un grand amour pour la littérature allemande. Elle travaille au Centre culturel américain.
Elle se sépare de son premier mari pour Lucien Attoun qu'elle épouse en 1960.
Elle est codirectrice du Théâtre Ouvert à Paris.
Elle meurt le 14 mars 2024 à Paris à l'âge de 87 ans.

## Décorations
- Chevalier de la Légion d'honneur (nommée en 2011)[3]
- Commandeur de l'ordre des Arts et des Lettres (2006)[4]